# Helen Mayo

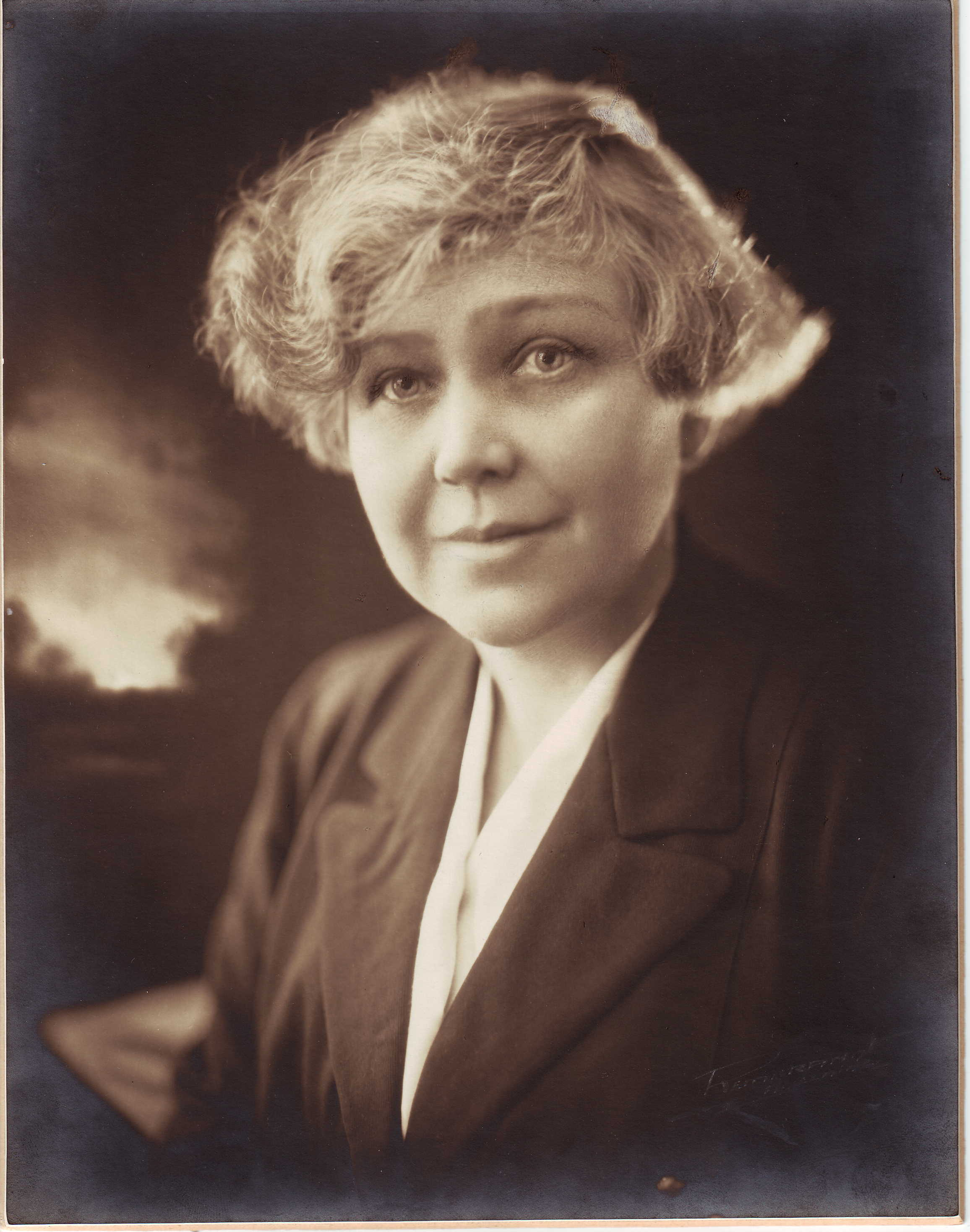
Helen Mayo (1914)

Helen Mary Mayo OBE (* 1. Oktober 1878 in Adelaide; † 13. November 1967 ebenda) war eine australische Ärztin. Sie studierte 1896 Humanmedizin an der University of Adelaide. Nachdem sie dort ihren Abschluss gemacht hatte, arbeitete sie zwei Jahre als Pädiaterin in England, Irland und der damaligen britischen Kolonie Indien. Sie kehrte 1906 nach Adelaide zurück und arbeitete sie sowohl als niedergelassene Ärztin als auch als Ärztin am Adelaide Children’s Hospital und dem Adelaide Hospital. Helen Mayo war nie verheiratet. Der Psychologe Elton Mayo (1880–1949) und der Richter Sir Herbert Mayo (1885–1972) waren ihre Brüder.
Das Medical Journal of Australia schreibt ihr den massiven Erfolg des südaustralischen Säuglings-Gesundheitssystems zu.

## Bildungsweg
Helen Mary Mayo wurde am 1. Oktober 1878 in Adelaide, Australia geboren. Sie ist die älteste ihrer sieben Geschwister. Ihre Eltern sind George Gibbes Mayo (1845–1921), ein Bauingenieur und Henrietta Mary Mayo, geborene Donaldson (1852–1930). Ihr Großvater ist George Elton Mayo, ein prominenter Arzt. Ihre Bildung begann mit 10 Jahren. Mit 16 ging sie auf die Advanced School for Girls on Grote Street (Adelaide High School).
Obwohl sie nie von weiblichen Ärzten gehört hatte, wusste Mayo von jungen Jahren an, dass sie eine Karriere in diesem Bereich anstreben wollte. Der Professor Edward Rennie riet Mayos Vater, seine Tochter nicht Medizin studieren zu lassen, weil sie noch zu jung sei. Daher schrieb sie sich 1896 in der geisteswissenschaftlichen Fakultät der University of Adelaide ein. Der Tod ihrer jüngeren Schwester Olive am Ende ihres 2. Semesters war der Grund dafür, dass sie ihre Klausuren nicht bestanden hat. Bei ihrem Zweitversuch 1897 bestand sie zwei der fünf Prüfungsfächer nicht (Griechisch und Latein). Nachdem sie die Erlaubnis ihres Vaters bekommen hatte, schrieb sie sich für das Studium der Humanmedizin 1898 ein. Sie war eine ausgezeichnete Medizinstudentin, hatte die besten Ergebnisse ihres Jahrgangs und erhielt das Davis Thomas- und das Everard-Stipendium.

## Medizinische Karriere
Nach ihrem Studienabschluss Ende 1902 begann Mayo als Assistenzärztin am Adelaide Hospital zu arbeiten. Im Februar 1904 reiste sie nach England, um praktische Erfahrungen am Hospital for Sick Children zu sammeln. Das Coombe Women’s Hospital in Dublin suchte sie ebenfalls auf, um ihre Kenntnis in der Geburtshilfe zu vertiefen. Nachdem sie in London einen Weiterbildungskurs in Tropenmedizin abgeschlossen hatte, ging sie für ein Jahr nach Indien, um als Hebamme am Delhi hospital for woman and children zu arbeiten. 1906 kehrte sie schließlich nach Adelaide zurück und ließ sich in Räumlichkeiten ihres Vaters in der Nähe der Familienresidenz in der Morphett Street nieder. In ihrer Freizeit ging sie Labortätigkeiten im Adelaide Hospital nach und engagierte sich ehrenamtlich als Anästhesistin am Adelaide Children’s Hospital. Während einer Reise nach Melbourne im Jahr 1911 lernte sie die Herstellung von Vakzinen und wurde klinische Bakteriologin im Adelaide Hospital. Sie behielt diese Position für 22 Jahre.

### Mothers' and Babies' Health Association
Im Mai 1909 präsentierte Mayo bei einer bundesstaatenübergreifenden Konferenz eine wissenschaftliche Publikation über Säuglingssterblichkeit in Südaustralien. Um ihr entgegenzuwirken, setzt sie sich dafür ein, dass Frauen deutlich mehr über Mutterschaft und die Gesundheit von Säuglingen aufgeklärt werden sollten. Später erfuhr sie vom Erfolg der school of mothers in London und gründete gemeinsam mit Harriet Stirling ein Pendant in Adelaide.
Bei der ersten Jahresversammlung der von Mayo und Stirling gegründeten school of mothers kritisierte ein prominenter Arzt die Organisation, da seiner Ansicht nach Mayo und Stirling als kinderlose Frauen nicht in der Lage wären, Mütter zum Thema Mutterschaft weiterzubilden, diese seien bereits durch ihren Mutterinstinkt geführt. Trotz der Kritik entwickelte sich die Organisation positiv, sodass 1911 weitere Räumlichkeiten in der Wright Street erworben wurden und zum Hauptquartier der school of mothers wurden. 1927 wurde die Institution in Mothers' and Babies' Health Association (MBHA) umbenannt. 1932 war die MBHA in ganz Südaustralien verbreitet.
Helen Mayo engagierte sich bis zu ihrem Tod 1967 ehrenamtlich als Ärztin. Zu dieser Zeit bot die MBHA bereits ein Ausbildungszentrum für Säuglingskrankenschwestern und ein eigenes Krankenhaus. Ihr zu Ehren wird jährlich eine Helen Mayo Vorlesung gehalten. 1981 wurde die MBHA in das Department of Health of the South Australian Government integriert.

### Mareeba Hospital

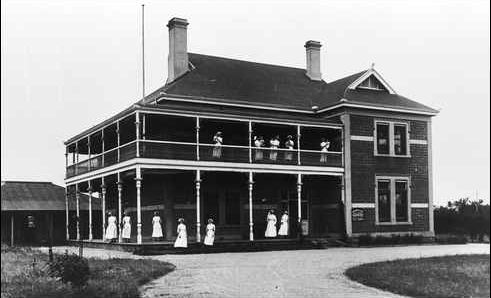
Das Mareeba Hospital (1917)

In den frühen 1910ern wurden vermehrt medizinische Einrichtungen im Süden Australiens benötigt, da das Adelaide Children’s Hospital auf Grund des Risikos von Kreuzinfektionen Kinder unter zwei Jahren nicht behandelte. Als Reaktion darauf beriefen Mayo und Stirling ein Treffen mit anderen Medizinern ein, um über die Möglichkeit eines Krankenhauses für diese Kinder zu beraten. Nach anfänglichen Zweifeln zur Praktikabilität eines solchen Vorhabens sammelte die Gruppe um Mayo und Stirling Geld und präsentierte dem Klinikvorstand des Adelaide Children’s Hospitals die Idee, ein neues Gebäude auf dem Klinikgelände zu errichten, in welchem die Säuglinge behandelt werden könnten. Der Klinikvorstand lehnte diesen Vorschlag ab. Daher beschlossen Mayo und die Gruppe ein Haus in St. Peter’s zu mieten und errichteten dort schließlich eine Klinik für jene Säuglinge, die nicht im Adelaide Children’s Hospital behandelt wurden.
Da die Finanzierung sich als schwierig gestaltete, übernahm der Staat die Klinik 1917. Er verlegte es nach Woodville and benannte es in Mareeba Hospital bzw. Mareeba Babies’ Hospital.
Mayo spielte sowohl für die Gründung der Klinik, aber auch die Ausarbeitung ihrer Richtlinien eine zentrale Rolle. Sie arbeitete ehrenamtlich als Ärztin und Leiterin von 1921 bis 1946. Um das Risiko der Kreuzinfektion zu minimieren, wurde eine strikte Isolation der Babys von anderen Patienten von ihr verordnet. Jedem Kind wurde daher eigenen Spind zugeordnet, in welchem jegliches medizinisches Werkzeug untergebracht worden ist, das nur für dieses Kind vom Personal verwendet wurde. Dort fanden sich beispielsweise auch Decken und Fläschen, die wie der Boden der Klinik sterilisiert wurden. Aus dem Krankenhaus entwickelte sich eine medizinische Einrichtung mit einer Kapazität von 70 Betten, einer chirurgischen Station, sowie einer Station für Frühchen.
Das Adelaide Children’s Hospital übernahm von 1951 bis 1960 den Betrieb, während es selbst vom Queen Elizabeth Hospital als Mareeba Children’s Annex übernommen wurde.

### Spätere medizinische Karriere und Promotion
1919 warb das Adelaide Children’s Hospital um ehrenamtliche Ärzte. Im Glauben, ihr Geschlecht würde eine Anstellung verhindern, bewarb sich Mayo nicht auf die Stelle. Im Zuge einer Empfehlung des Chirurgen Henry Simpson Newland, der am Adelaide Children’s Hospital tätig war, bewarb sie sich schlussendlich doch und wurde als ehrenamtliche Assistenzärztin mit den ambulanten Patienten betraut. Neben dieser und zahlreichen anderen beruflichen Bestrebungen begann Mayo 1925 mit ihrer Promotion in Medizin. Sie nutzte ihre Expertise als klinische Bakteriologin am Adelaide Hospital und dem Mareeba Hospital als Grundlage für ihre Dissertation. Sie war gezwungen, diese an Wochenenden zu schreiben, da sie unter der Woche auf Grund ihres beachtlichen ehrenamtlichen Engagement und ihrer hauptamtlichen Tätigkeiten keine Zeit hatte.
Im folgenden Jahr erlangte sie so als erste Frau von der University of Adelaide den Doktor der Medizin (im Angelsächsischer Sprachraum „MD“ für medical doctor). Sie wurde anschließend auch klinische Dozentin an ihrer Alma Mater. Im Mai 1935 wurde sie als Officer des Order of the British Empire (OBE) ausgezeichnet, in Anerkennung ihrer Verdienste im Bereich mütterlicher und Kindeswohlfahrt im Staat Südaustralien.
Sie ging 1938 in Rente und übernahm ehrenamtlich nur noch eine beratende Rolle im Adelaide Children’s Hospital. Beim Ausbruch des Zweiten Weltkriegs nahm sie allerdings wieder ihre Tätigkeit als Pädiaterin situationsbedingt wieder auf und organisierte Bluttransfusionen des Roten Kreuzes.

## Feminismus

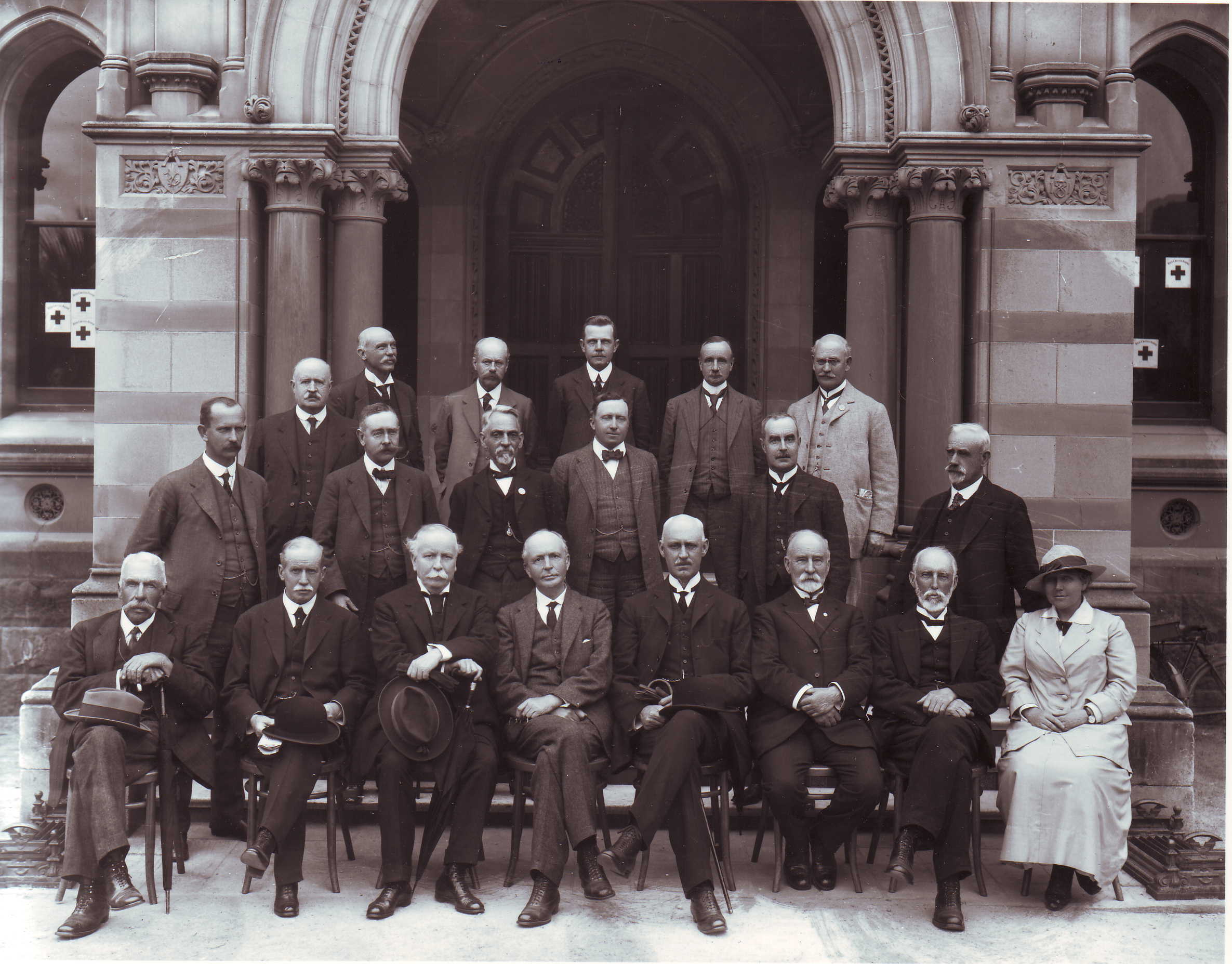
Der Universitätsrat der University of Adelaide (1919). Helen Mayo (1. von rechts der 1. Reihe)

Mayo war 1914 die erste Frau Australiens, die überhaupt in einen Universitätsrat gewählt wurde. Diese Position an der University of Adelaide hatte sie 46 Jahre inne. Sie brachte sich in diesem Rahmen auch in das Leben der Studentinnen und Absolventinnen der University of Adelaide ein und führte die Gründung des Women Student’s Club 1909 an. Der Bau des Lady Simon Building für den Women Student’s Club ist größtenteils auf Mayo zurückzuführen, wie auch die Gründung des St. Ann’s College. Sie war auch die erste weibliche Person, die von der University of Adelaide den Doktor der Medizin (im Angelsächsischer Sprachraum „MD“ für medical doctor) verliehen bekommen hat.
Zusätzlich zu ihren medizinischen Errungenschaften, war sie auch Gründerin und Teil vieler anderer Organisationen. Sie war von 1914 bis 1960 gewähltes Mitglied des Universitätsrats der University of Adelaide. Damit war sie in Australien die erste Frau, die in eine solche hohe Position gewählt wurde. Sie gründete einen woman’s club und das Internat St. Ann's College an der Universität. Sie war ebenfalls Gründerin und Präsidentin des Adelaide Lyceum Club, eine Organisation für weibliche Fachkräfte, die eine führende Rolle in ihrem Gebiet hatten.
Das Medical Journal of Australia beschreibt in ihrem Nachruf Mayo als „Doyen der Frauen im medizinischen Bereich Australiens“.

## Rezeption
- Adelaide benennt einen Park nach Mayo (Helen Mayo Park, Bonython Park/Tulya Wardli (Park 27))[15]
- Anlässlich des 125-jährigen Jubiläums der Frauenbewegung in Südaustralien ehrte die Stadt Adelaide Frauen wie Helen Mayo[16]
- Eine staatliche medizinische Einrichtung, die Menschen hilft, welche an Postnatale Depression leiden, wurde nach ihr benannt (Helen Mayo House)[17]

## Wissenschaftliche Publikationen
Die State Library of South Australia ist im Besitz von fünf ihrer veröffentlichen Paper.